# Andrena foveolata
Andrena foveolata is een vliesvleugelig insect uit de familie Andrenidae. De wetenschappelijke naam van de soort is voor het eerst geldig gepubliceerd in 1940 door Hedicke.